# Osteodiscus andriashevi
Osteodiscus andriashevi és una espècie de peix pertanyent a la família dels lipàrids.

## Descripció
- Fa 17,5 cm de llargària màxima.
- Nombre de vèrtebres: 55-59.[5][6]

## Hàbitat
És un peix marí i batidemersal que viu entre 766 i 1.950 m de fondària.

## Distribució geogràfica
Es troba al mar d'Okhotsk.

## Observacions
És inofensiu per als humans.